# Jean Vogt
Jean (Johann) Vogt (* 17. Januar 1823 in Groß Tinz bei Liegnitz; † 31. Juli 1888 in Eberswalde) war ein deutscher Komponist.

## Leben
Von 1850 bis 1855 lebte Vogt als Organist und Klavierlehrer in Sankt Petersburg in Russland. Ein weiterer Auslandsaufenthalt führte ihn 1871 nach New York. Ab 1873 war er wieder in Berlin tätig.
Vogts Werk war stark vom Schaffen Felix Mendelssohn Bartholdys beeinflusst. Erfolg hatte er mit seinem Oratorium "Die Auferweckung des Lazarus" sowie mit mehreren Klavierstücken.

## Kompositionen
| Opus | Titel | Bemerkung                                                                                         | Widmung                                                                                    |
| ---- | --- | ------------------------------------------------------------------------------------------------- | ------------------------------------------------------------------------------------------ |
| 15   | Valse caractéristique (pour le piano)                                                                                 |                                                                                                   |                                                                                            |
| 16   | Nocturne pour le Piano                                                                                                |                                                                                                   | À Madame Hélène de Villers.                                                                |
| 18   | Berg und Thal (für Clavier zu zwei Händen)                                                                            |                                                                                                   |                                                                                            |
| 25   | Trio für Pianoforte, Violine u. Violoncell                                                                            |                                                                                                   | Seiner Hoheit dem Herzog Ernst von Sachsen-Coburg-Gotha.                                   |
| 26.2 | Zwölf große Etüden für Pianoforte                                                                                     |                                                                                                   |                                                                                            |
| 31   | Canon mit fugirtem Finale für das Pianoforte                                                                          |                                                                                                   |                                                                                            |
| 32   | Die Auferweckung des Lazarus (Oratorium für Soli, Chor und Orchester)                                                 | Uraufführung: Liegnitz 1858; weitere belegte Aufführungen: Dresden 1863, Berlin 1870, Bockau 1906 | Seiner Königlichen Hoheit Friedrich Wilhelm Kronprinz von Preussen ehrfurchtsvoll gewidmet |
| 38   | Polka de salon pour le piano                                                                                          |                                                                                                   |                                                                                            |
| 46   | Allegro für Klavier zu 4 Händen                                                                                       |                                                                                                   |                                                                                            |
| 47   | 2 Morceaux | No 1: La Solitude. Nocturne, No 2: Perpetuum mobile. Grande Etude                                 |                                                                                            |
| 50   | Die Mai-Glocken (charakteristisches Tonstück)                                                                         |                                                                                                   |                                                                                            |
| 52   | Praeludium und Fuge für Pianoforte                                                                                    |                                                                                                   |                                                                                            |
| 57   | Marche solennelle pour piano                                                                                          |                                                                                                   | A sa majesté Alexandre II empereur de toutes les russies                                   |
| 65   | Sechs Tonbilder verschiedenen Inhalts für das Piano                                                                   |                                                                                                   |                                                                                            |
| 72   | Vier leichte Clavierstücke                                                                                            |                                                                                                   |                                                                                            |
| 74   | Deux rêveries pour piano                                                                                              |                                                                                                   |                                                                                            |
| 75   | Sonatine für Pianoforte                                                                                               |                                                                                                   |                                                                                            |
| 76   | Praeludium und Fuge für Pianoforte                                                                                    |                                                                                                   |                                                                                            |
| 80   | Zwei Clavierstücke | Frühlingsbotschaft, Waldvöglein                                                                   |                                                                                            |
| 81   | Schlummerlied : für Pianoforte                                                                                        |                                                                                                   |                                                                                            |
| 91   | Praeludium und Fuge für Pianoforte                                                                                    |                                                                                                   |                                                                                            |
| 112  | Drei Salonstücke No. 1. Glockenspiel                                                                                  |                                                                                                   |                                                                                            |
| 113  | Drei Salonstücke No. 2: Ländlicher Frohsinn                                                                           |                                                                                                   |                                                                                            |
| 114  | Drei Salonstücke No. 3. Jäger's Heimkehr                                                                              |                                                                                                   |                                                                                            |
| 121  | 2 Tonstücke : für das Clavier comp.                                                                                   | Nocturne, Walzer                                                                                  |                                                                                            |
| 136  | 12 Geläufigkeits-Etuden ohne Octavenspannung für das Pianoforte                                                       |                                                                                                   | dem Paedagogium für Musik in Berlin (Director W. Handwerg) zugeeignet                      |
| 141  | Heil Dir im Siegeskranz! Der junge Patriot. Variationen für das Pianoforte                                            |                                                                                                   | Robert Radecke junior gewidmet.                                                            |
| 145  | Oktaven-Etüden für Klavier von mittlerer Schwierigkeit mit Berücksichtigung der gleichmäßigen Ausbildung beider Hände |                                                                                                   |                                                                                            |
| ?    | Prelude Et Toccata Pour Le Piano                                                                                      |                                                                                                   | Franz Liszt                                                                                |
| ?    | Rondoletto |                                                                                                   |                                                                                            |
| ?    | Nachtgesang (Bearbeitung für Streich-Orchester)                                                                       | Text von Oscar Wilde                                                                              |                                                                                            |
| ?    | Célèbre Polonaise de l'opéra La Vie pour le Czaar de M[ichail Ivanovič] Glinka / arrangée pour le piano par Jean Vogt |                                                                                                   |                                                                                            |